# ابراهیم السبیع
ابراهیم السبیع (عربی: إبراهيم السبيع؛ زادهٔ ۶ اکتبر ۱۹۸۶) یک ورزشکار اهل عربستان سعودی است.
از باشگاه‌هایی که در آن بازی کرده‌است می‌توان به باشگاه فوتبال الانصار عربستان سعودی اشاره کرد.